# Branov
Branov település Csehországban, Rakovníki járásban. Branov Roztoky, Hracholusky, Nezabudice, Velká Buková, Karlova Ves és Hřebečníky településekkel határos. Lakosainak száma 200 fő (2024. január 1.).

## Népesség
A település lakosságának változását az alábbi diagram mutatja:
| Lakosok száma | 447  | 564  | 523  | 363  | 270  | 215  | 198  | 198  | 196  | 200  |
|               | 1869 | 1890 | 1921 | 1950 | 1980 | 2001 | 2017 | 2019 | 2022 | 2024 |